# Estació de London Victoria
London Victoria o Victoria és una de les estacions més gran del metro de Londres, National Rail i autobusos a la Ciutat de Westminster (Londres). És la segona estació terminal amb més passatgers a Londres després de Waterloo. Es troba a la zona 1 i el seu nom fa referència a la reina Victoria.

## Introducció
L'estació de Victoria, està gestionada per Network Rail. Anomenada a causa de la proximitat de Victoria Street, l'estació principal és una terminal de la línia principal de Brighton fins a l'aeroport de Gatwick i Brighton i la línia principal de Chatham fins a Ramsgate, i de Dover per Chatham. Des de les línies principals, els trens poden connectar amb la línia Catford Loop, la línia Dartford Loop i la línia Oxted fins a East Grinstead i Uckfield. La Southern Line opera la majoria de serveis regionals i de rodalies al sud de Londres, Sussex i parts de l'est de Surrey i el sud-est de Hampshire, mentre que Southeastern opera trens al sud-est de Londres i Kent, juntament amb serveis limitats operats per Thameslink.
Els trens Gatwick Express circulen directament a Gatwick. L'estació de metro de Londres té tres línies: Circle, District i Victoria. A les línies Circle i District, l'estació es troba entre les estacions de Sloane Square i St James's Park. La línia Victoria, es troba entre les estacions de Pimlico i Green Park. La zona al voltant de l'estació és un intercanvi important per a altres formes de transport: l'estació d'autobusos local es troba a l'avantguarda i l'estació pròxima de Victoria Coach Station que data del 1932 és a prop, dóna servei als autocars nacionals i internacionals.
Aquesta estació es va construir per donar servei tant a les línies principals de Brighton com a Chatham, i sempre ha tingut una sensació "divisió" en ser dues estacions separades. L'estació de Brighton es va obrir el 1860 i dos anys més tard amb l'estació de Chatham. La construcció d'una terminal temporal a Pimlico, va implicar la construcció del Grosvenor Bridge sobre el riu Tàmesi. Immediatament es va popularitzar com a terminal de Londres, provocant retards, actualitzacions i reconstruccions. Era ben conegut pels serveis de trens Pullman de luxe i els viatges continentals en vaixell-tren, i es va convertir en un punt focal per als soldats durant la Primera Guerra Mundial.
Com a altres terminals de Londres, els trens de vapor es van retirar gradualment de Victòria a la dècada de 1960, per ser substituïts per serveis suburbans elèctrics i unitats diésel múltiple. Tots els serveis des de l'estació funcionen actualment mitjançant unitats múltiples elèctriques del tercer carril. Malgrat el final dels serveis internacionals després de l'obertura del túnel de la Manxa, Victòria segueix sent una important estació terminal de Londres. L'estació de metro, va patir aglomeració, fins que es va completar una millora important a finals dels anys 2010.
Gatwick Express ofereix, des de 1984,  serveis directes ràpids entre el centre de Londres i l'aeroport de Gatwick. Tanmateix, els serveis del sud també circulen semi-ràpids fins a l'aeroport de Gatwick.

## Història
Cap al 1850, els ferrocarrils que servien destinacions al sud de Londres tenien tres terminals disponibles: London Bridge, Bricklayers' Arms i Waterloo. Totes tres no satisfeien les necessitats del centre de Londres, ja que acabaven al sud del riu Tàmesi, mentre que els principals centres de població, negocis i govern estaven al nord del riu, a la City de Londres, el West End i Westminster.
L'estació Victoria es va dissenyar de manera fragmentària per ajudar a solucionar aquest problema per al ferrocarril London, Brighton and South Coast Railway (LB&SCR) i el ferrocarril de London, Chatham and Dover Railway (LC&DR). Constava de dues estacions de ferrocarril de la línia principal adjacents, que no estaven connectades per als passatgers.

### Antecedents
La terminal de London and Brighton Railway al pont de Londres proporcionava un accés raonable a la ciutat de Londres, però tenia l'inconvenient per als viatgers que anaven i venien de Westminster. L'any 1842 John Urpeth Rastrick havia proposat que el ferrocarril construís una branca per servir el West End, però la seva proposta no va tenir èxit.
No obstant això, el trasllat del Crystal Palace de Hyde Park a Sydenham Hill entre 1851 i 1854 va crear una gran atracció turística a l'aleshores zona rural al sud de Londres, i el LB&SCR va obrir un ramal des de la Brighton Main Line a Sydenham fins al lloc el 1854. Mentre aquesta es trobava en construcció, el West End of London and Crystal Palace Railway també van planificar una línia des del Crystal Palace fins a una nova estació a Battersea Wharf, a l'extrem sud del nou pont de Chelsea. Malgrat la seva ubicació, la nova estació es deia Pimlico. Es va obrir el 27 de març de 1858, però es va considerar com una terminal temporal, situada al costat d'un pont proposat sobre el Tàmesi. Poc després, el LB&SCR va llogar la majoria de les línies del nou ferrocarril i va construir una connexió més des de Crystal Palace fins a la línia principal de Brighton a Norwood Junction, proporcionant així una ruta cap a l'oest de Londres, encara que es va reconèixer que es necessitaria una terminal al costat nord del riu.

#### El Pla Grosvenor
Durant l'estiu de 1857 es va plantejar un pla per a una terminal de la "conca de Grosvenor" independent al West End de Londres, "per a l'ús dels Ferrocarrils del Sud d'Anglaterra".L'estació es va anomenar originalment "Grosvenor Terminus", però més tard va canviar el nom de Victoria perquè estava situada al final del carrer Victoria. Altres tres companyies ferroviàries també estaven buscant una terminal a Westminster: el Great Western (GWR), el London & North Western (LNWR) i el East Kent Railway (EKR). Les dues primeres ja tenien accés ferroviari a Battersea mitjançant la propietat conjunta de la West London Line amb el LB&SCR. El 1858, l'EKR va llogar les línies restants del West End of London and Crystal Palace Railway, amb la creació de la Shortlands railway station, i també va negociar poders temporals sobre les línies recentment adquirides per la LB&SCR, a l'espera de la construcció de la seva pròpia línia a l'oest de Londres. El 23 de juliol de 1859 aquestes quatre companyies van formar juntes la companyia Victoria Station and Pimlico Railway (VS&PR), amb l'objectiu d'estendre el ferrocarril des de Stewarts Lane,a través del riu, fins a una ubicació més convenient més a prop del West End. El mes següent l'EKR va canviar el seu nom pel de London, Chatham and Dover Railway.
La nova línia seguia part del traçat de Grosvenor Canal amb l'estació Victòria a l'antiga conca del canal. Va requerir la construcció d'un nou pont sobre el Tàmesi, conegut originalment com a Pont Victòria i més tard com a Pont Grosvenor. El pont feia 280 m de llarg, i havia d'absorbir tot el trànsit fluvial. El va dissenyar per John Fowler. La línia es va construir amb un ample de via  mixt des de Longhedge Junction, Battersea, per atendre els trens GWR. El LB&SCR havia esperat fusionar-se amb el VS&PR, i va presentar un projecte de llei parlamentària per permetre-ho fer-ho el 1860. El GWR i el LC&DR s'hi van oposar i va ser rebutjat.

#### Provisionalitat a Battersea
Al costat de LB&SCR de l'estació de Victoria es va obrir la terminal temporal de Battersea l'1 d'octubre de 1860. L'estació va ser dissenyada per Robert Jacomb Hood. Constava de sis andanes i deu vies, amb una entrada al carrer Victòria. Aleshores, el lloc cobria 3,4 ha i tenia 240 m de llarg i 70 m d'ample. El sostre es va construir sobre un conjunt de bigues de ferro forjat, amb una filera de seguretat addicional que permetria que les bigues principals resistissin un cop de tren. A la cantonada nord-oest de l'estació hi havia l'hotel Grosvenor (1861) de 300 habitacions, el qual va ser dissenyat per J. T. Knowles i va funcionar independentment de l'estació. El LCDR i GWR van obrir la seva pròpia estació el 25 d'agost de 1862, ocupant un edifici de façana de fusta menys imponent amb una entrada a Wilton Road.

### Orígens
L'estació de Victoria va resultar ser inesperadament popular per a les dues companyies principals, i el 1862 ja es van produir retards freqüents a causa de la congestió a Stewarts Lane Junction. El març de 1863, el LB&SCR i el LC&DR van finançar conjuntament una nova ruta d'alt nivell cap a Victòria, evitant Stewarts Lane. Per aquest motiu va ser necessària l'ampliació del pont Grosvenor, introduint la substitució dels rails de via ampla per una tercera línia LB&SCR. L'obra es va completar durant el curs 1867/8. La South Eastern Railway (SER) volia utilitzar Victòria com a terminal de Londres, ja que era més convenient per l'estació de London Bridge, però a costa de pagar una important quantitat de peatges i despeses. En conseqüència, la SER va construir una estació de Charing Cross.
El GWR va començar els serveis l'1 d'abril de 1863, connectant Victoria amb Southall, i més tard alguns serveis a Uxbridge, Reading, Slough i Windsor. Des del 13 d'agost de 1866, el LB&SCR va utilitzar Victòria fins al pont de Londres al llarg de la recentment acabada línia South London Line. La Great Northern Railway va començar un servei de Victòria a Barnet per Ludgate Hill l'1 de març de 1868, amb altres serveis a través de Londres, passant per Victòria a la dècada de 1870.
El 1898, la LB&SCR va decidir enderrocar la seva estació i substituir-la i amplicar-la per un edifici d'estil renaixentista de maó vermell, dissenyat per Charles Langbridge Morgan. Com que l'estació LC&DR i Buckingham Palace Road impedien l'eixamplament de l'estació, es va aconseguir augmentar-ne la capacitat allargant les andanes i incorporant canvi d'agulles que permetéssin que dos trens utilitzessin cada andana simultàniament. Les obres es van completar el 1908 i van incoroporar la reconstrucció de l'hotel Grosvenor al mateix temps. Aleshores, el lloc cobria 6,5 ha amb 3,62 km de plataformes. L'1 de desembre de 1909, els trens elèctrics van començar a arribar a Victoria fins al pont de Londres. La línia amb el Crystal Palace es va electrificar el 12 de maig de 1911.
l'Estació Victòria es va fer famosa pels seus serveis Pullman a finals del segle XIX. El LB&SCR va introduir el primer servei Pullman de primera classe a Brighton l'1 de novembre de 1875, seguit del primer tren totalment Pullman al Regne Unit l'1 de desembre de 1881. Un altre servei de Pullman es va introduir el 1908 amb el nom de Southern Belle, llavors descrit com "... el tren més luxós del món...".
El LC&DR va completar la seva línia principal fins a Canterbury el 3 de desembre de 1860 i va començar a utilitzar l'estació LB&SCR aquell mateix dia.
A partir de 1899, el LC&DR es va aproximar amb el seu rival, el South Eastern Railway, per formar el South Eastern and Chatham Railway (SECR). Com a resultat, els serveis de la seva estació de Victòria es van racionalitzar per integrar-se amb els de les altres terminals del SECR.
L'estació LC&DR va començar a reconstruir-se a finals del segle XIX després que l'empresa comprés diverses propietats a Buckingham Palace Road i l'hotel. Les obres van començar l'any 1899 amb la retirada de l'antiga teulada. L'estació reconstruïda es va obrir parcialment el 10 de juny de 1906, amb andanes addicionals amb sortida el 10 de febrer de l'any següent. Es reobrí formalment l'1 de juliol de 1908. Com a conseqüència de la reconstrucció, els serveis marítims ferroviaris es fan més populars des de Victoria en comparació amb els de Charing Cross i Cannon Street. Així doncs, es va potenciar el servei a Ostende i Calais per Dover, i Rotterdam per Gravesend. La part LB&SCR de l'estació també servia a Dieppe per Newhaven.
Des de llavors, Victòria ha vist més visites de reialesa i caps d'estat que qualsevol altra estació de Londres. Durant el funeral d'Eduard VII, set reis i més de 20 prínceps i cinc arxiducs van ser rebuts aquí.

### Segle XX
A principis del segle xx, el desenvolupament i la millora del metro de Londres van fer que Victoria no pogués competir com a servei al mateix Londres. Els trens GNR van deixar de funcionar l'1 d'octubre de 1907, i els de Midland els van fer el mateix el juny de l'any següent. La GWR va deixar d'utilitzar l'estació per a serveis programats el 21 de març de 1915, en part a causa de la Primera Guerra Mundial a més de les noves línies de metro. Victòria es va utilitzar com a estació principal per als soldats reclutats i els que tornaven de la guerra. A la meitat del conflicte armat, l'estació donava servei a dotze trens al dia entre Victoria i Folkestone, amb trens addicionals que servien Dover. L'estació donava servei regularment amb un bufet per als soldats que marxaven, oferint fins a 4.000 homes al dia. L'estació Victòria no va patir danys significatius durant la guerra, però una secció del pont de Grosvenor va ser destruïda després que un obús antiaeri va colpejar una canalització de gas sota ell.
El SECR va començar els serveis continentals Pullman el 21 d'abril de 1910 i els serveis domèstics a la costa de Kent el 16 de juny de 1919. El Golden Arrow, un altre tren totalment Pullman va començar els serveis el 1924, i va romandre en servei fins al 30 de setembre de 1972.
Després de la guerra, es van construir monuments commemoratius a les dues parts de l'estació. El costat del ferrocarril del sud marca 626 soldats morts o desapareguts, mentre que el costat de Chatham marca 556. Una placa indica l'arribada del cos del soldat descongegut a Victòria el 10 de novembre de 1920.
El servei a Ostende via Dover es va reintroduir el 18 de gener de 1919. Els trens civils a Boulogne per Folkestone es van reiniciar el 3 de febrer. Els serveis de trens en vaixell a Newhaven van començar l'1 de juny i la connexió amb París va començar el 15 de juliol. El 8 de gener de 1920, Victòria va substituir Charing Cross com a estació principal dels serveis continentals, ja que tenia més instal·lacions i equipaments de locomotores i vagons més properes. El servei a París via Calais i Dover va començar el mateix dia.